# Плешани (Ботошани)
Плешани (рум. Pleșani) насеље је у Румунији у округу Ботошани у општини Калараши. Oпштина се налази на надморској висини од 100 m.

## Становништво
Према подацима из 2002. године у насељу је живело 694 становника, од којих су сви румунске националности.